# Metencéfalo (embriología)
El metencéfalo es la segunda vesícula del encéfalo en desarrollo embrionario numerando de atrás a adelante, originada por el rombencéfalo, y que a su vez dará lugar a dos nuevos componentes: el cerebelo y el puente de Varolio, y cuatro nervios craneales, V, VI, VII Y VIII, que son, el nervio trigémino, el motor ocular externo, facial, y el auditivo. 
Contiene en su parte media la última porción del cuarto ventrículo, el cual más adelante, en la parte llamada mesencéfalo dará lugar a los tubérculos cuadrigéminos y en la parte anterior a los pedúnculos cerebrales.
Cada placa del metencéfalo contiene tres grupos de neuronas motoras; el somático, que dará lugar al núcleo del nervio motor ocular externo, el grupo visceral, que contiene los núcleos del trigémino y facial, y el grupo general cuyos axones intervienen en formación de las glándulas submaxilares y sublinguales.